# Otto Günther (Diplomat)
Otto Günther (* 30. September 1884 in Trebinje; † 25. März 1970 in Wien) war ein österreichischer Diplomat.

## Leben
Otto Günther war römisch-katholisch und leitete vom 2. Januar 1923 bis 1929 die österreichische Vertretungsbehörde in München.
Am 22. Dezember 1920 wurde er zum Generalkonsul zweiter Klasse ernannt.
1926 wurde er zum Legationsrat erster Klasse befördert.
Am 16. Januar 1930 wurde er zum außerordentlichen Gesandten und Ministre plénipotentiaire in Athen ernannt, wo er vom 25. Februar 1930 bis 29. Mai 1933 akkreditiert war.
Ab 22. Januar 1931 war er konsekutiv in Tirana akkreditiert und ab 31. Januar 1933 konsekutiv bei Fu'ād I. in Kairo.
Von 1933 bis 1938 war er Gesandter in Paris und konsekutiv bei der Regierung der zweiten spanischen Republik.
Von 1945 bis 1949 war er Chef des Protokolls im Bundesministerium für europäische und internationale Angelegenheiten.
Vom 13. Januar 1948 bis 1950 war er Botschafter in Buenos Aires.  Er wurde am Friedhof der Feuerhalle Simmering bestattet (Abt. 8, Ring 3, Gruppe 2, Nr. 269). Das Grab ist bereits aufgelassen.